# Tiger Energy Drink

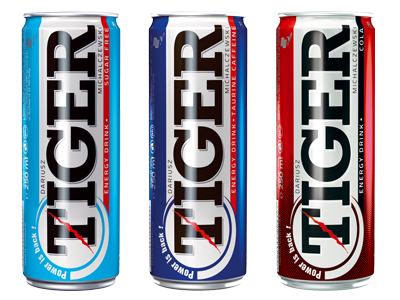
Puszki z napojem

Tiger – marka bezalkoholowego napoju energetyzującego, na początku produkowanego przez przedsiębiorstwo Foodcare, a od grudnia 2010 – wyłącznie przez spółki z Grupy Maspex.
Marka jest własnością mistrza świata w boksie – Dariusza Michalczewskiego oraz jego fundacji pn. Fundacja Darka Michalczewskiego „Równe Szanse”. Nazwa „Tiger” pochodzi od pseudonimu sportowego boksera.

## Historia
Tiger Energy Drink zadebiutował na polskim rynku w roku 2003. Marka od początku korzystała z wizerunku Dariusza „Tigera” Michalczewskiego, który grał m.in. w pierwszej reklamie telewizyjnej napoju. Produkcją początkowo zajmowało się przedsiębiorstwo Gellwe (obecnie funkcjonujące pod nazwą FoodCare).
W 2006 r. marka odświeżyła logo oraz zmieniono hasło reklamowe na „Power is back”.
W roku 2007 Tiger prześcignął pod względem sprzedażowym Red Bulla. Został tym samym liderem na polskim rynku wśród napojów energetyzujących.
W 2010 roku Dariusz Michalczewski ps. „Tiger” oraz Fundacja Darka Michalczewskiego „Równe Szanse” zdecydowali się rozwiązać umowę z FoodCare i udzielić licencji na produkcję, dystrybucję i promocję napoju pod marką Tiger przedsiębiorstwu spółkom z Grupy Maspex.
Napój Tiger jest eksportowany do kilku krajów w Europie i na świecie. Napój Tiger jest jednym z liderów w Polsce pod względem wyników sprzedaży wśród napojów energetyzujących.
W roku 2019 marka Tiger Energy Drink za kampanię „Mistrzowie” otrzymała Złote Effie w kategorii napojów bezalkoholowych.
W roku 2020 kampania “MISTRZOWSKI TIGER ROAST” przyniosła marce Srebrne Effie w kategorii napojów bezalkoholowych. Rok później Tiger ponownie wywalczył srebro za kampanię Tiger ROAST w kategorii Young Audience.

## Skład
W skład napoju wchodzą między innymi: tauryna, kofeina oraz witaminy z grupy B.

### Wyszczególnienie składników
- woda
- cukier
- regulatory kwasowości: kwas cytrynowy i cytrynian sodu
- dwutlenek węgla
- tauryna (0,4%)
- aromat
- kofeina (0,03%)
- inozytol (0,02%)
- barwnik: Karmel amoniakalno-siarczynowy (E 150d)
- ryboflawina
- substancje wzbogacające: witaminy (niacyna, kwas pantotenowy, witamina B6, witamina B12)

Zawartość kofeiny: 32 mg/100ml

#### Wartość odżywcza w 100ml
Wartość energetyczna: 197 kJ / 46 kcal
- białko: 0 g
- węglowodany: 4.9 g w tym cukry: 4.9 g
- tłuszcze: 0 g w tym kwasy tłuszczowe nasycone: 0 g
- błonnik: 0 g
- sód: 0,07 g
- witaminy:
  - niacyna 8,0 mg (44%*)
  - kwas pantotenowy 2,0 mg (33%*)
  - witamina B6 2,0 mg (100%*)
  - witamina B12 0,2 μg (20%*)

Wersje funkcjonalne, takie jak Tiger Energy Drink Mental, Restart, Fighter, Speed oraz Vitamin Attack zawierają dodatkowo:
- witaminy: C oraz D
- guaranę
- magnez
- potas
- kwas foliowy
- biotynę
- kwas pantotenowy
- BCAA
- soki owocowe

(*) – % realizacji zalecanego dziennego spożycia.
Ze względu na swój skład napój zalecany jest przez producentów podczas wzmożonego wysiłku fizycznego lub umysłowego.

## Rodzaje
Napoje Tiger Energy drink występują w kilku seriach:
Tiger 250 ml:
- Tiger Classic
- Tiger Zero (wersja bez cukru)
- Tiger Blue Screen (o smaku jabłko-kiwi)
- Tiger Mojito
- Tiger Placebo (z zerową zawartością kofeiny[4])

Tiger MAX 250 ml: (seria ze zwiększoną o 50% ilością kofeiny)
- Tiger Max Classic
- Tiger Max Mango

Tiger 0,0 alc 250 ml: (seria o smaku drinków alkoholowych, ze zmniejszoną zawartością kofeiny)
- Tiger Daiquiri
- Tiger London Dry
- Tiger Pina Colada

Tiger Light Flow 330 ml: (seria ze zmniejszoną zawartością kofeiny, oraz bez dodatku cukru)
- Tiger Light Flow Ocean Breeze (o smaku jabłkowo-winogronowym)
- Tiger Light Flow Shiver Star (o smaku karamboli)
- Tiger Light Flow Cherry Mix (o smaku wiśniowym)

Tiger 330 ml (seria z jadalnym brokatem, w szklanych butelkach z kapslem)
- Tiger Magic Forest (o smaku mojito)
- Tiger Stardust (o smaku poziomki)

Tiger 500 ml:
- Tiger Granat Explode (o smaku granatu)
- Tiger Arbuzi (o smaku arbuza)
- Tiger Bubble Gum (o smaku gumy balonowej)
- Tiger UFO (o smaku kaktusa)
- Tiger Newschool Classic (o smaku winogoron)
- Tiger Mango Bomb (o smaku mango)

Tiger Hyper 500 ml: (seria bez dodatku cukru)
- Tiger Hyper Thunder (o smaku cytrusowym)
- Tiger Hyper Splash (o smaku tropikalnym)
- Tiger Hyper Storm (o smaku mango)
- Tiger Hyper Banger (o smaku winogron)

Tiger Pet 0,9l (o smaku wieloowocowym)
Napój Tiger jest eksportowany do kilku krajów w Europie i na świecie. Napój Tiger jest liderem w Polsce pod względem wyników sprzedaży wśród napojów energetyzujących.

## Kontrowersje

### Spór o znak towarowy
Prawa do stosowania oznaczenia „Tiger” stały się przedmiotem trwających od 2010 roku postępowań sądowych z udziałem Dariusza Michalczewskiego, stworzonej przez niego fundacji „Równe Szanse” oraz spółki FoodCare.
W rezultacie konfliktu pomiędzy producentem - spółką FoodCare z Zabierzowa a Dariuszem ”Tiger” Michalczewskim, który użyczał jej praw do korzystania z oznaczenia „Tiger”, ostatecznie Michalczewski i jego fundacja w październiku 2010 r. zdecydowali się wypowiedzieć dotychczasową umowę na produkcję i dystrybucję napoju, w wyniku czego wygasły wszelkie uprawnienia spółki FoodCare do korzystania z oznaczenia TIGER oraz dóbr osobistych i majątkowych Dariusza Michalczewskiego. Powodem konfliktu i rozwiązania umowy było niewywiązywanie się z postanowień umowy przez FoodCare, a w szczególności odmowa zapłaty wynagrodzenia dla Fundacji należnego z tytułu licencji na używanie oznaczenia Tiger.
Nowa umowa została podpisana z przedsiębiorstwem Maspex z Wadowic. Na bazie tej umowy spółki z Grupy Maspex otrzymały wyłączną licencję na możliwość korzystania z pseudonimu sportowego Tiger, a także do wykorzystywania wizerunku Dariusza „Tigera” Michalczewskiego w promocji produktów spożywczych. Spółki z Grupy Maspex odpowiedzialne są za zapewnienie produkcji, dystrybucji i promocji produktu
Pomimo rozwiązania umowy spółka FoodCare nadal prowadziła sprzedaż i reklamę produktów z oznaczeniem TIGER oraz wykorzystywała skojarzenia z oznaczeniem TIGER w reklamie swojego nowego produktu energetyzującego. W rezultacie pomiędzy Darkiem Michalczewskim i jego fundacją a spółką FoodCare powstał spór dotyczący oznaczenia Tiger, który stał się przedmiotem wielu trwających przez lata postępowań sądowych. Historia sporu została szczegółowo opisana na stronie fundacji Darka Michalszewskiego
W marcu 2021 r. Sąd Najwyższy w Warszawie wydał wyrok w kluczowym procesie o prawo do używania oznaczenia Tiger, który toczył się pomiędzy Dariuszem Michalczewskim, jego fundacją a spółką FoodCare. Sąd Najwyższy jednoznacznie potwierdził, że prawo do korzystania z oznaczenia dla napojów energetycznych ma wyłącznie Dariusz Michalczewski lub podmioty przez niego upoważnione. Zgodnie z wyrokiem FoodCare nie ma prawa także do używania oznaczenia Black Tiger. Ponadto Sąd stwierdził, że korzystając z oznaczenia Tiger dla napojów energetyzujących po rozwiązaniu umowy z FoodCare przez Dariusza Michalczewskiego i fundację „Równe Szanse”, spółka Wiesława Włodarskiego popełniła czyny nieuczciwej konkurencji, w szczególności naruszyła dobre obyczaje w obrocie gospodarczym.

### Rocznica powstania warszawskiego
1 sierpnia 2017 r. w 73 rocznicę wybuchu powstania warszawskiego, na profilu Tigera w serwisie Instagram, zamieszczono kontrowersyjną grafikę (przedstawiającą obraźliwy gest, wyciągniętego środkowego palca)  opatrzoną podpisem:

1 sierpnia
Dzień pamięci
Chrzanić to, co było.
Ważne to, co będzie!

Całość oznaczono dodatkowo wulgarnym hasztagiem. Wpis początkowo pozostał szerzej niezauważony, aż do 9 sierpnia, kiedy to zainteresowały się nim media.
Zamieszczona grafika spotkała się z powszechną falą krytyki i oburzeniem zarówno odbiorców, jak i mediów. Pojawiły się również wezwania do bojkotu marki. Michał Rachoń, dziennikarz TVP Info, w trakcie programu Minęła 20, demonstracyjnie wylał na podłogę napój Tiger, zgniótł puszkę i wyrzucił ją za siebie. W reakcji na wpis, Polskie Radio zrezygnowało z zakupów produktów firmy Maspex. Niedługo potem Grupa Lotos zrezygnowała ze sprzedaży napojów Tiger w swojej sieci stacji benzynowych. Zwrócono również uwagę na zniknięcie napojów tej marki ze stacji benzynowych Orlen. 11 sierpnia warszawscy radni PIS: Jacek Ozdoba i Jakub Banaszek, zapowiedzieli zawiadomienie prokuratury o możliwości popełnienia przestępstwa, przez producenta napoju z art. 133 k.k. Swoją dezaprobatę wyraziły również Stowarzyszenie Komunikacji Marketingowej SAR oraz Międzynarodowe Stowarzyszenie Reklamy.
W odpowiedzi na falę krytyki, 9 sierpnia firma Maspex wystosowała oficjalne przeprosiny, ponowione następnie przez prezesa Krzysztofa Pawińskiego, z obietnicą wsparcia dla programu edukacyjnego, dotyczącego powstania warszawskiego, oraz usunięto kontrowersyjny wpis. 10 sierpnia Maspex wpłacił 500 000 zł na konto Światowego Związku Żołnierzy Armii Krajowej, a dzień później rozwiązał umowę z agencją reklamową J. Walter Thompson Poland Group, dotyczącą obsługi marki Tiger w mediach społecznościowych. Agencja reklamowa również wystosowała przeprosiny, oraz zwolniła osoby odpowiedzialne za wpis. Maspex nie uczynił jednak tego samego, wobec dwójki swoich pracowników, którzy zaakceptowali umieszczenie grafiki, a zapowiedział poniesienie przez nich kar finansowych oraz zaangażowanie w wolontariat (pomoc chorym powstańcom). 14 sierpnia Maspex ponowił przeprosiny, umieszczając ogłoszenia w gazetach: Dziennik Gazeta Prawna, Rzeczpospolita, Do Rzeczy, Gazeta Wyborcza. Zdecydowano również o zamknięciu kont Tigera na Instagramie i Twitterze.